# إليك لامونت
إليك لامونت (بالإنجليزية: Alec Lamont)‏ هو سياسي بريطاني، ولد في 8 فبراير 1850 في المملكة المتحدة، وتوفي في 27 يونيو 1934 ببريزبان في أستراليا. انتخب عضو المجلس التشريعي ولاية كوينزلاند.